# Choanoflagellatea
Los coanoflagelados (Choanoflagellata, Choanoflagellatea o Choanomonada) son un pequeño grupo de eucariotas unicelulares, a veces coloniales, a los que se atribuye una gran importancia filogenética, ya que se supone que son los parientes más próximos de los animales propiamente dichos (Metazoos), esto es, los que forman el reino Animalia. También están relacionados con los hongos verdaderos (reino Fungi), aunque no se los considera sus parientes más cercanos.
La comparación de genes y proteínas y el estudio de la ultraestructura, han permitido confirmar que los coanoflagelados son, evolutivamente hablando, el grupo hermano de los animales verdaderos.
La principal característica de estos organismos es la presencia de un collar o corona formado por microvellosidades recubiertas de moco alrededor de un flagelo; esto los hace prácticamente idénticos a los coanocitos de los poríferos (esponjas).

## Características
Los coanoflagelados constituyen un grupo no muy diverso, consistente en unas 150 especies repartidas entre unos 50 géneros en dos órdenes. Habitan todos los ambientes acuáticos, aunque su presencia es más notable en los mares fríos y polares. Filtran el agua para separar sobre todo bacterias, que es su alimento básico.

## Estructura

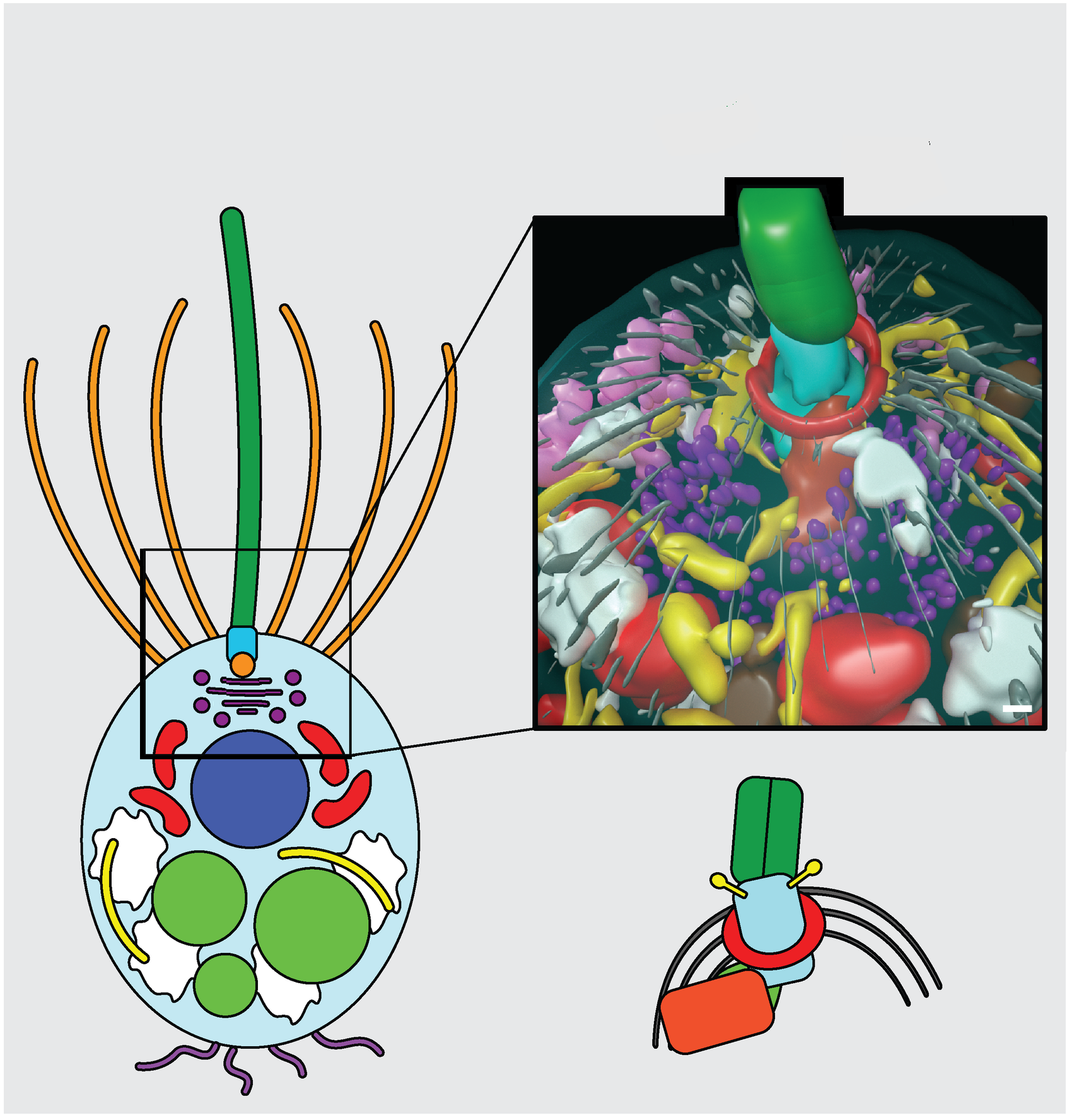
Morfología de un coanoflagelado. A la izquierda un corte: Núcleo (en azul), vesículas, almacenaje (en blanco), vacuola alimentaria (verde claro), retículoER (amarillo claro), Golgi (en violeta), Flagelo (en verde), collar de microvellosidades (amarillo). A la derecha vista 3D del extremo móvil: microtúbulos (en gris), cuerpo basal no flagelar (naranja), anillo microtubular (rojo), Flagelo en verde.

En su morfología hay varios rasgos peculiares. Muestran una marcada polaridad celular. Presentan un polo de fijación o pedúnculo, por el que se pueden unir al sustrato. El otro polo de movilidad o kinético, aparece típicamente envuelto por una lorica, de microtúbulos con el aspecto de una jaula laxamente trenzada. En este mismo polo kinético la abertura de la célula aparece circundada por un collar de microvellos con forma de copa, desde cuyo centro surge un solo flagelo, que se agita con un movimiento helicoidal.

Un examen con microscopía electrónica muestra que el collar, que parece continuo con menos ampliación, está en realidad constituido por una corona de microvellosidades (microvilli), delgados apéndices con forma de dedo.
Los coanoflagelados pueden ser encontrados como nadadores libres en la columna de agua o sésiles, adhiriéndose al sustrato directamente o por medio del periplasto. 
Su ciclo de vida aún no ha sido aclarado. Por el momento, no se sabe si existe una fase sexual en su ciclo. Algunos coanoflagelados pueden formar quistes.

## Relaciones filogenéticas

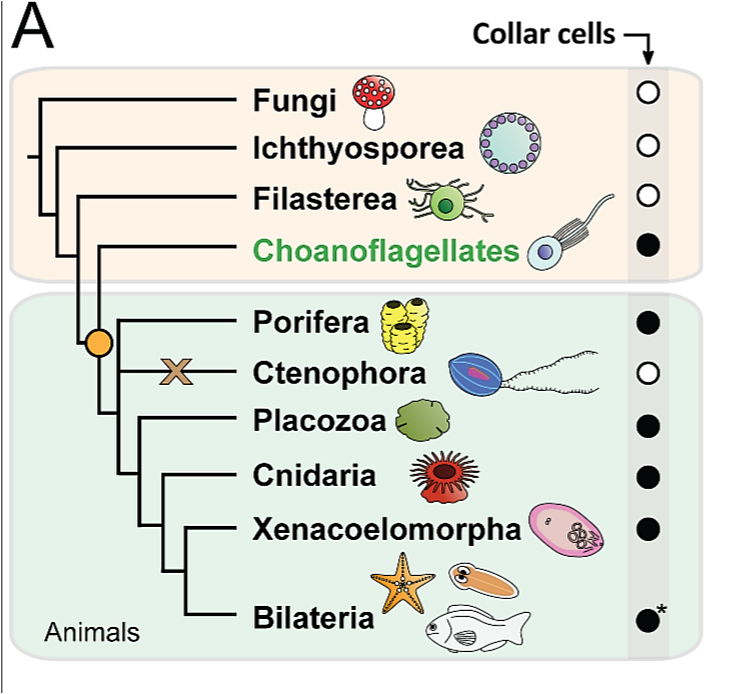
Distribución filogenética de células de collar en Choanozoa (Choanoflagellata + Metazoa).
Círculo naranja origen de Células de collar.
Círculos negros indican presencia de Células de collar.

Desde un principio llamó la atención la semejanza de la anatomía de los coanoflagelados y la de las células filtradoras de las esponjas, los coanocitos. Algunos coanoflagelados forman colonias, que en el caso de los géneros Spongomonas o Proterospongia forman un conjunto bastante organizado, con cierta especialización de las células que hace pensar en una pequeña esponja extremadamente sencilla. Los coanoflagelados nos permiten hacernos una idea de como empezó la evolución de algunos organismos pluricelulares (reinos Animalia y Fungi) a partir de los protistas.

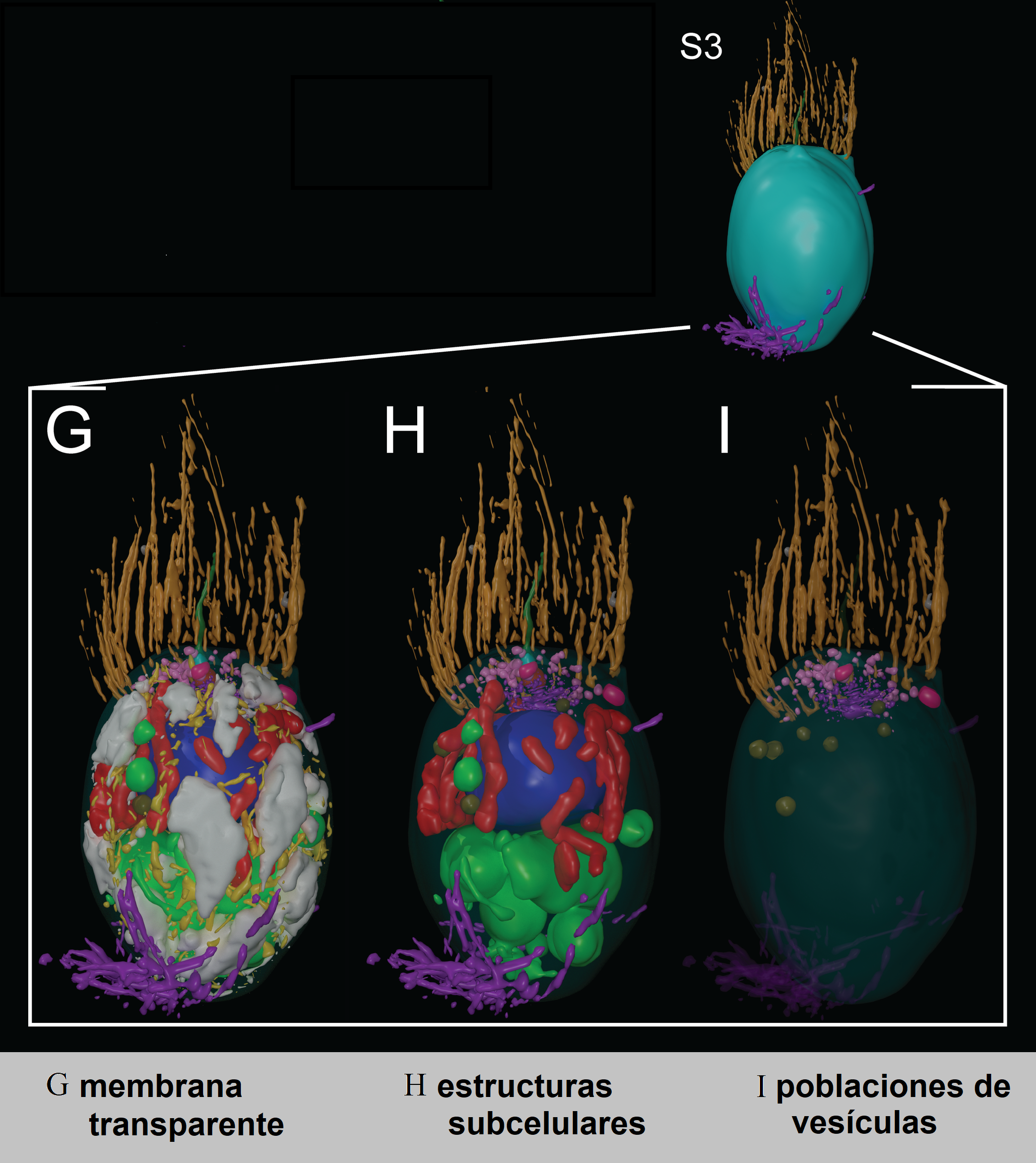
Estructura 3D de Coanoflagelado desde la superficie (izquierda), hacia la profundidad.

Como los espermatozoides de los animales, los coanoflagelados son opistocontos, es decir, el flagelo impulsa a la célula hacia adelante, avanzando con el flagelo detrás, al revés que la mayoría de los protistas, que son acrocontos (el flagelo arrastra la célula, que avanza con él por delante). Es uno de los detalles que permiten unir a los animales (y coanoflagelados) con los hongos en un grupo mayor llamado Opisthokonta (opistocontos), como puede comprobarse en el siguiente cladograma:
|  | Cristidiscoidea |
|  |                 |
|  | Fungi           |
|  |                 |

|  | Ichthyosporea |
|  |               |
|  | Pluriformea   |
|  |               |

|           | Filasterea                                                     |
|           |                                                                |
| Apoikozoa | \| \| Choanoflagellatea \| \| \| \| \| \| Animalia \| \| \| \| |
|           | \| \| Choanoflagellatea \| \| \| \| \| \| Animalia \| \| \| \| |
|           | Choanoflagellatea                                              |
|           |                                                                |
|           | Animalia                                                       |
|           |                                                                |

|  | Choanoflagellatea |
|  |                   |
|  | Animalia          |
|  |                   |

|  | Ichthyosporea |
|  |               |
|  | Pluriformea   |
|  |               |

|           | Filasterea                                                     |
|           |                                                                |
| Apoikozoa | \| \| Choanoflagellatea \| \| \| \| \| \| Animalia \| \| \| \| |
|           | \| \| Choanoflagellatea \| \| \| \| \| \| Animalia \| \| \| \| |
|           | Choanoflagellatea                                              |
|           |                                                                |
|           | Animalia                                                       |
|           |                                                                |

|  | Choanoflagellatea |
|  |                   |
|  | Animalia          |
|  |                   |

|  | Cristidiscoidea |
|  |                 |
|  | Fungi           |
|  |                 |

|  | Ichthyosporea |
|  |               |
|  | Pluriformea   |
|  |               |

|           | Filasterea                                                     |
|           |                                                                |
| Apoikozoa | \| \| Choanoflagellatea \| \| \| \| \| \| Animalia \| \| \| \| |
|           | \| \| Choanoflagellatea \| \| \| \| \| \| Animalia \| \| \| \| |
|           | Choanoflagellatea                                              |
|           |                                                                |
|           | Animalia                                                       |
|           |                                                                |

|  | Choanoflagellatea |
|  |                   |
|  | Animalia          |
|  |                   |

|  | Ichthyosporea |
|  |               |
|  | Pluriformea   |
|  |               |

|           | Filasterea                                                     |
|           |                                                                |
| Apoikozoa | \| \| Choanoflagellatea \| \| \| \| \| \| Animalia \| \| \| \| |
|           | \| \| Choanoflagellatea \| \| \| \| \| \| Animalia \| \| \| \| |
|           | Choanoflagellatea                                              |
|           |                                                                |
|           | Animalia                                                       |
|           |                                                                |

|  | Choanoflagellatea |
|  |                   |
|  | Animalia          |
|  |                   |

## Evolución y rango temporal
Los primeros fósiles putativos de coanoflagelados datan del periodo Cretácico entre el Ceromaniense y el Turoniense, recién encontrado en 2023. El grupo moderno de coanoflagelados es monofilético.y probablemente apareció hace entre 800 y 750 millones de años, después de la divergencia del grupo corona del resto de animales hace 900 millones de años (Choanoflagellata sensu stricto o Choanoflagellatea sensu lato) y de la aparición de la apomorfía del complejo del collar hace entre 1.050 y 950 millones de años (Choanoflagellata sensu lato).

## Galería

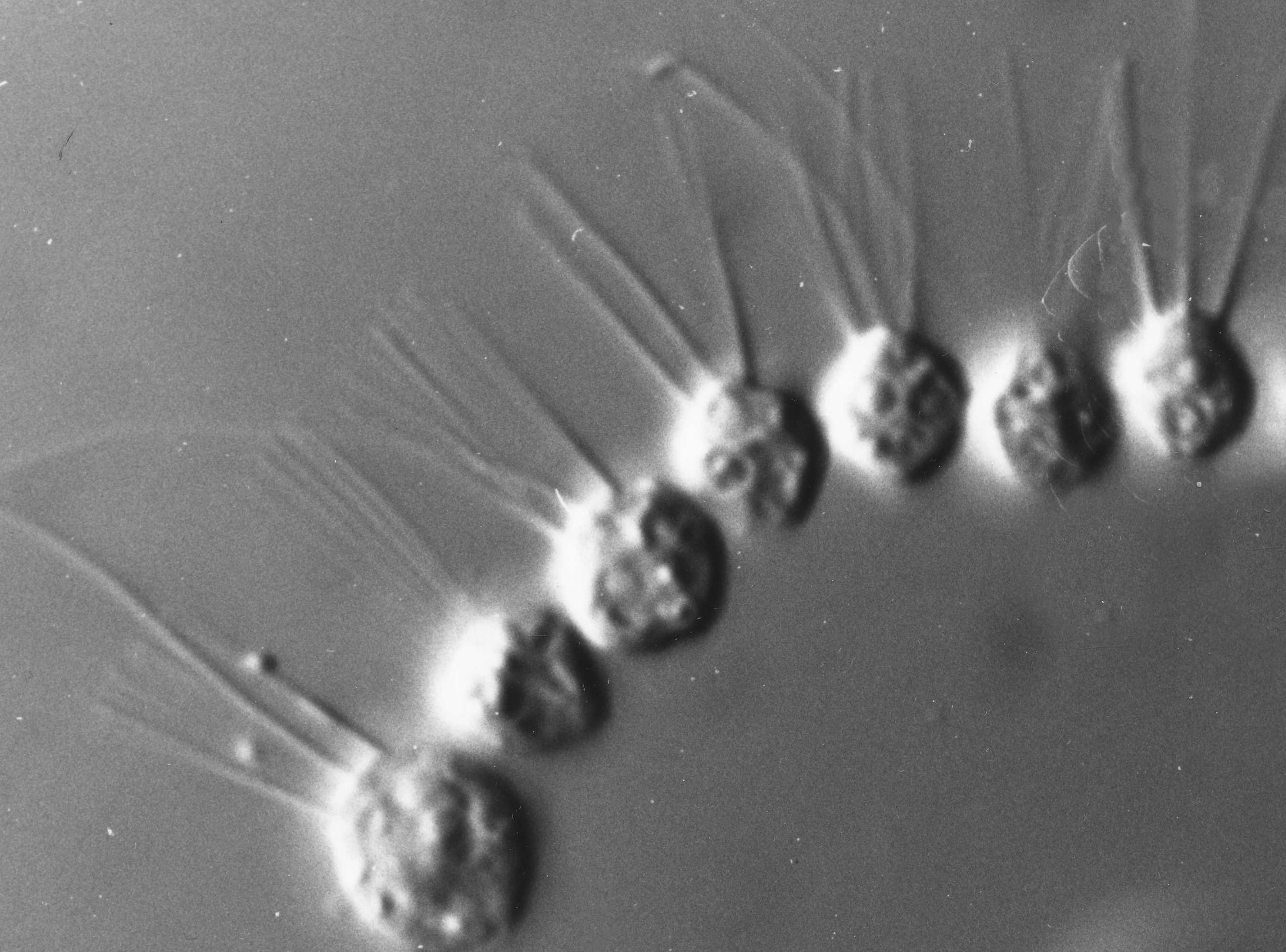
Colonia de Desmarella moniliformis (Craspedida)
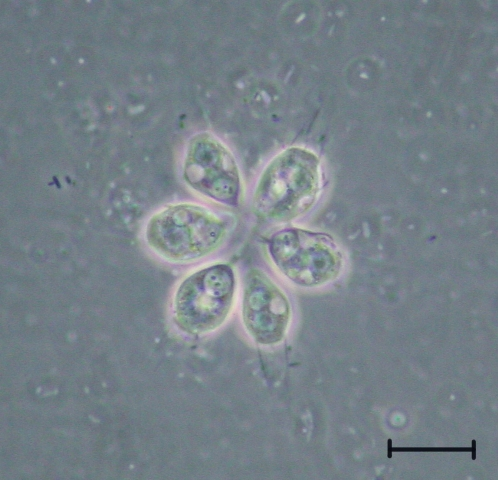
Colonia de Codosiga (Craspedida)
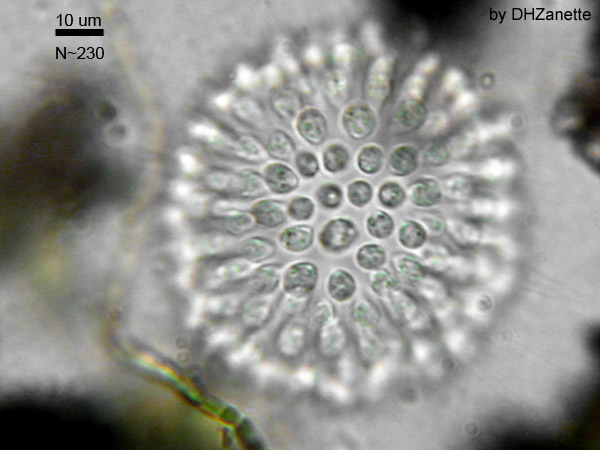
Colonia de Sphaeroeca de aproximadamente 230 individuos (Craspedida)
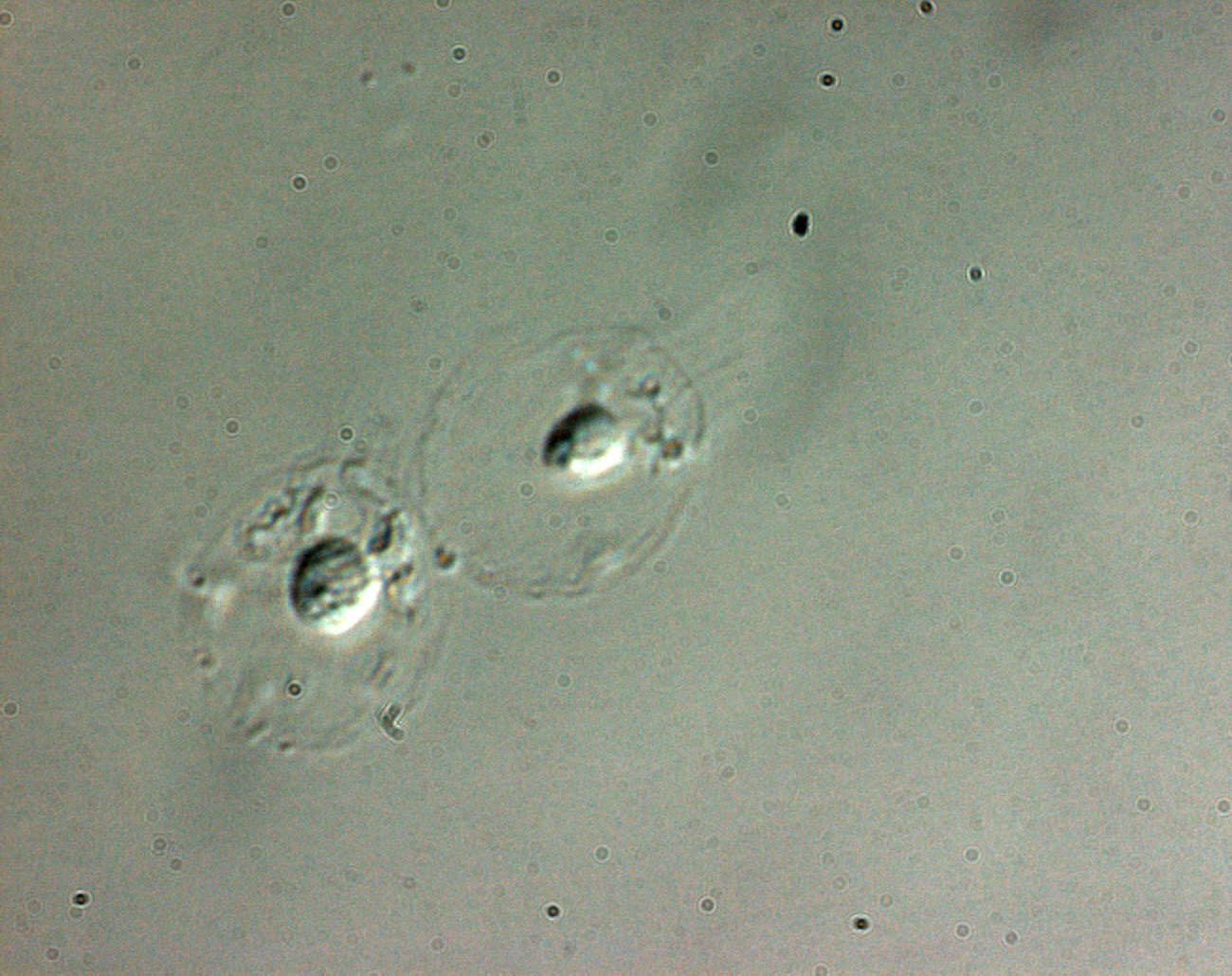
Diaphanoeca (Acanthoecida)
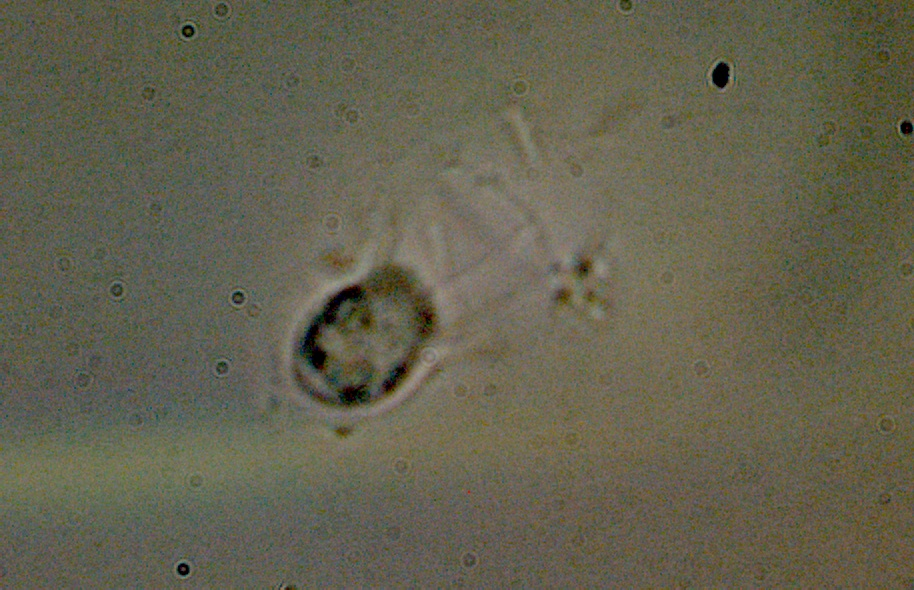
Stephanocea (Acanthoecida)